# Skylark (Schiff)
Die Skylark, auch USS Skylark (Kennung: ASR-20), war ein U-Boot-Rettungsschiff der United States Navy.
Die Skylark wurde 1945 auf Kiel gelegt, zu diesem Zeitpunkt sollte das Schiff USS Yustaga (ATF-165) heißen und ein Schlepper werden, im Oktober 1945 wurden jedoch Name und Typ geändert. Direkt nach dem Stapellauf im März 1946 wurde die Skylark der Reserveflotte zugeteilt. Erst im März 1951 wurde das Schiff der aktiven Flotte zugeteilt und fuhr Einsätze an der gesamten US-Ostküste und in der Karibik. Ab 1962 verlegte das Schiff auch in europäische Gewässer, unter anderem ins Mittelmeer und nach Holy Loch, Schottland.
Im April 1963 ging die Skylark mit dem U-Boot Thresher auf dessen Erprobungsfahrten, bei denen die Thresher verloren ging. Bis 1973 diente die Skylark noch in der amerikanischen Marine und wurde dann nach Brasilien verkauft, wo sie als Gastão Moutinho bis 1988 aktiv war.